# Герлі (Нью-Мексико)
Герлі (англ. Hurley) — місто (англ. town) в США, в окрузі Грант штату Нью-Мексико. Населення — 1256 осіб (2020).

## Географія
Герлі розташоване за координатами 32°41′55″ пн. ш. 108°7′55″ зх. д. / 32.69861° пн. ш. 108.13194° зх. д. (32.698555, -108.131966).  За даними Бюро перепису населення США в 2010 році місто мало площу 2,65 км², з яких 2,64 км² — суходіл та 0,01 км² — водойми.

## Демографія
Згідно з переписом 2010 року, у місті мешкало 1297 осіб у 549 домогосподарствах у складі 346 родин. Густота населення становила 489 осіб/км².  Було 645 помешкань (243/км²).
Расовий склад населення:
| - 83,8 % — білих - 0,7 % — корінних американців - 0,6 % — чорних або афроамериканців - 0,2 % — азіатів - 11,3 % — осіб інших рас |

До двох чи більше рас належало 3,4 %. Частка іспаномовних становила 63,7 % від усіх жителів.
За віковим діапазоном населення розподілялося таким чином: 23,7 % — особи молодші 18 років, 54,1 % — особи у віці 18—64 років, 22,2 % — особи у віці 65 років та старші. Медіана віку мешканця становила 44,3 року. На 100 осіб жіночої статі у місті припадало 95,9 чоловіків;  на 100 жінок у віці від 18 років та старших — 85,6 чоловіків також старших 18 років.
Середній дохід на одне домашнє господарство  становив 44 269 доларів США (медіана — 38 274), а середній дохід на одну сім'ю — 53 295 доларів (медіана — 44 167). За межею бідності перебувало 9,3 % осіб, у тому числі 12,5 % дітей у віці до 18 років та 2,7 % осіб у віці 65 років та старших.
Цивільне працевлаштоване населення становило 347 осіб. Основні галузі зайнятості: освіта, охорона здоров'я та соціальна допомога — 33,7 %, сільське господарство, лісництво, риболовля — 24,8 %, науковці, спеціалісти, менеджери — 10,1 %, роздрібна торгівля — 7,8 %.